# Suga (EP)
Suga es el tercer extended play de la rapera estadounidense Megan Thee Stallion. Fue lanzado el 6 de marzo de 2020 por 1501 Certified Entertainment y 300 Entertainment. Cuenta con la participación de Kehlani y Gunna. El lanzamiento del proyecto estuvo precedido por problemas legales entre la rapera y la discográfica, tras un intento de renegociación del contrato, que llevó a la presentación de una orden de alejamiento temporal hacia la discográfica. Megan tenía inicialmente la intención de que fuera su álbum de estudio debut. pero en su lugar lo lanzó como un EP como resultado.
El EP cuenta con el sencillo "B.I.T.C.H.", lanzado el 24 de enero de 2020, que alcanzó el número 31 en el Billboard Hot 100. Un sencillo promocional, "Captain Hook", fue lanzado el 10 de marzo de 2020 y se ubicó en el número 74 en los Estados Unidos. El segundo y último sencillo "Savage", fue enviado a los 40 principales formatos de radio el 7 de abril de 2020, y desde entonces se ha convertido en el primer éxito de Megan Thee Stallion en las listas de éxitos de Estados Unidos, ayudado por un remix con la cantante Beyoncé.

## Antecedentes
Tras el éxito de la mixtape debut de Megan, Fever, y las canciones con certificación de platino "Hot Girl Summer" con Nicki Minaj y Ty Dolla Sign y "Cash Shit" con DaBaby, en 2019, tras su NPR Tiny Desk Concert, Megan reveló que su álbum de estudio debut estaba en marcha y que se lanzaría en 2020. También reveló que el álbum presentaría un nuevo alter ego llamado Suga, que es "mejor amiga" de su alter ego Tina Snow.
El sencillo principal, "B.I.T.C.H.", fue lanzado el 24 de enero de 2020. La canción fue recibida con críticas positivas y se situó en el número 31 de la lista Billboard Hot 100. Megan interpretó la canción en The Tonight Show Starring Jimmy Fallon para promocionarla.
Tras el lanzamiento del sencillo, Megan reveló más detalles del EP, en una entrevista en el programa Zane Lowe de Beats 1. Reveló que el EP se titularía Suga, y que contaría con colaboraciones de Kehlani y SZA, y créditos de producción de Juicy J y Pharrell Williams.
En febrero de 2020, Megan fue portada de la revista Rolling Stone, junto a Normani y SZA, y reveló en una entrevista que tenía previsto el lanzamiento del proyecto para mayo (el mes del cumpleaños de su madre, Holly Thomas. (Tanto la madre como la abuela de Megan fallecieron en marzo de 2019).
A principios de marzo, Megan y su equipo de management Roc Nation presentaron una demanda y una orden de alejamiento temporal hacia su discográfica, 1501 Entertainment, alegando que la discográfica le firmó un contrato injusto y se negó a renegociar. La discográfica se quedaba con "la gran mayoría" de sus ingresos (el 60% de sus grabaciones, el 30% de las giras y el 30% del merchandising). Tras los intentos de renegociación, la discográfica le prohibió lanzar nueva música, lo que llevó a la demanda y a que el juez se pusiera de parte de Megan y Roc Nation, permitiéndole lanzar un proyecto el 6 de marzo de 2020.
Megan anunció el lanzamiento y el tracklist de su nuevo proyecto, Suga, en sus redes sociales el 4 de marzo de 2020, dos días antes de su lanzamiento. Se creía que el conjunto era su álbum de estudio debut, como se adelantó, pero en un cambio de planes, Megan confirmó en una entrevista en Ebro in the Morning, que era sólo un EP con "las canciones que realmente, realmente me gustaban", afirmando que su álbum de estudio debut está todavía en producción.
Ocho meses después, su álbum de estudio debut Good News fue lanzado el 20 de noviembre de 2020.

## Sencillos  y promoción
El sencillo principal del EP, "B.I.T.C.H.", fue lanzado el 24 de enero de 2020. Se describe como una canción en la que Megan "se enfrenta a un novio inepto que está ignorando sus sentimientos" y recibió elogios de Pitchfork debido a que "su confianza característica complementa el ritmo retro slinky". La canción samplea "I'd Rather Be With You" (1976) de Bootsy's Rubber Band y "Ratha Be Ya Nigga" (1996) de Tupac Shakur. La canción debutó y alcanzó el número 31 en el Billboard Hot 100 y el número 9 en el Rolling Stone 100, con 12,5 millones de streams en su primera semana de seguimiento. El sencillo se promocionó con una actuación en The Tonight Show Starring Jimmy Fallon, en la que Megan canta y rapea, vestida con un body rojo con cinturón, junto a dos bailarines de apoyo en un escenario lleno de niebla. El 6 de marzo de 2020, junto con el lanzamiento del EP, se lanzó un vídeo que acompaña a la canción. El vídeo musical, dirigido por Eif Rivera, presenta al alter-ego Suga, que se pasea en un Rolls-Royce con Tina Snow (el otro alter ego de Megan), pasea a sus perros con un traje de leopardo y hace twerking en un jacuzzi.
El 10 de marzo de 2020 se publicó un vídeo musical para "Captain Hook". Megan inició un reto de baile para promocionar el que será el segundo single del EP. La canción debutó en el número 74 del Billboard Hot 100.
La canción "Savage" se hizo viral en la aplicación TikTok debido a que los usuarios iniciaron un reto de baile con la canción. Más tarde se lanzó como el tercer sencillo del EP.

## Crítica
En Metacritic, que asigna una puntuación normalizada sobre 100 a las reseñas de los críticos de la corriente principal, Suga recibió una puntuación media de 77, basada en nueve reseñas, lo que indica "críticas generalmente favorables". El agregador AnyDecentMusic? le dio un 7,2 sobre 10, basándose en su evaluación del consenso de la crítica.
Variety escribió que Megan "está mezclando el frío y duro acero del poder del hip-hop, con el tentador romanticismo del R&B mod - y le queda muy bien". The Line of Best Fit calificó el conjunto con un 9 sobre 10 y elogió la "nostalgia, melancolía y fe, que contrarrestan el ethos general de Megan de auto-empoderamiento optimista". Mankaprr Conteh de Pitchfork calificó el EP con un 7 de 10, diciendo que "Megan ocasionalmente se esfuerza por empaquetar nuevas verdades sobre su estatus social de la misma manera inteligente que lo hizo con las anteriores", pero "con sólo 24 minutos de duración, Suga evita la hinchazón que plagó a Fever, y una canción buena-no-grande como "Rich" se acaba demasiado rápido para quejarse". Conteh concluyó, "Suga puede que no sea recordado como una piedra angular en el catálogo de Megan Thee Stallion, pero es un buen retrato de una artista abrazando su yo completo mientras su mundo cambia drásticamente." Rolling Stone dio al EP 4 de 5 estrellas, y declaró "En Suga suena cálida y vulnerable, insegura de cómo seguir adelante sin su madre para guiarla, pero decidida a hacerla sentir orgullosa. Y lo deja bien claro: no es propiedad de nadie" Vulture también elogió los "sex- positive bangers that tap into the same vein of Megan highlights" pero escribió que "terminar el proyecto más débil de lo que empezó hace que Suga se sienta como un paso a medias hacia la evolución que Megan había planeado".
Concluyendo la crítica para AllMusic, Fred Thomas declaró que "Suga encuentra a Megan Thee Stallion experimentando los dolores de crecimiento del éxito. Las canciones lo reflejan en su contenido lírico, en el cambio general de tonalidad, e incluso en los pequeños pasos que dan hacia sonidos más comerciales"
En junio de 2020, el álbum fue incluido en las listas de Billboard y Complex de los mejores álbumes de 2020 "hasta el momento", situándose en el número 41 de esta última lista.

## Rendimiento comercial
Suga debutó en el número 10 del Billboard 200 de Estados Unidos con 41.000 unidades, convirtiéndose en el segundo álbum de Megan Thee Stallion en el top 10 de Estados Unidos. De esa suma, 36.000 proceden de unidades equivalentes a streaming y 5.000 de ventas puras. Más tarde, debido al éxito de "Savage" y el remix con Beyoncé, el álbum alcanzó un nuevo pico en el número siete, con 39.000 unidades para la lista del 16 de mayo de 2020.

## Lista de canciones
| Standard edition |                              |                 |          |  |
| N.º              | Título                       | Producer(s)     | Duración |  |
| 1.               | «Ain't Equal»                | Helluva         | 2:24     |  |
| 2.               | «Savage»                     | J. White Did It | 2:35     |  |
| 3.               | «Captain Hook»               | Lil Ju          | 2:56     |  |
| 4.               | «Hit My Phone» (con Kehlani) | Jake One        | 2:30     |  |
| 5.               | «B.I.T.C.H.»                 | Helluva         | 3:03     |  |
| 6.               | «Rich»                       | Brown           | 1:35     |  |
| 7.               | «Stop Playing» (con Gunna)   | The Neptunes    | 2:54     |  |
| 8.               | «Crying in the Car»          | The Neptunes    | 3:12     |  |
| 9.               | «What I Need»                | Timbaland       | 3:20     |  |
| 24:33            |                              |                 |          |  |

| ChopNotSlop Remix |                              |          |  |
| N.º               | Título                       | Duración |  |
| 1.                | «Suga» (Intro)               | 1:33     |  |
| 2.                | «Savage»                     | 3:40     |  |
| 3.                | «B.I.T.C.H.»                 | 5:00     |  |
| 4.                | «Captain Hook»               | 3:14     |  |
| 5.                | «What I Need»                | 4:15     |  |
| 6.                | «Interlude»                  | 0:34     |  |
| 7.                | «Stop Playing» (con Gunna)   | 3:40     |  |
| 8.                | «Crying in the Car»          | 3:00     |  |
| 9.                | «Rich»                       | 2:28     |  |
| 10.               | «Hit My Phone» (con Kehlani) | 2:48     |  |
| 11.               | «Ain't Equal»                | 2:38     |  |
| 32:55             |                              |          |  |

- Todas las canciones están identificadas como "ChopNotSlop remix" y atribuidas a Megan Thee Stallion y OG Ron C

Notas
- "B.I.T.C.H." incorpora letras de "Ratha Be Ya Nigga" (1996) interpretado por Tupac Shakur, escrita por Tupac Shakur y Douglass Rasheed.[43]

## Charts

### Weekly charts
| Chart (2020)                            | Peak position |
| --------------------------------------- | ------------- |
| Canadá (Billboard Canadian Albums)      | 17            |
| Países Bajos (Album Top 100)            | 56            |
| Estonia (Eesti Tipp-40)                 | 37            |
| Francia (SNEP)                          | 149           |
| Estados Unidos Billboard 200            | 7             |
| Estados Unidos (Top R&B/Hip-Hop Albums) | 6             |

### Year-end charts
| Chart (2020)                                         | Position |
| ---------------------------------------------------- | -------- |
| Estados Unidos (Billboard 200)                       | 58       |
| Estados Unidos US Top R&B/Hip-Hop Albums (Billboard) | 38       |